# Lac Comencho
Lac Comencho är en sjö i Kanada.   Den ligger i regionen Nord-du-Québec och provinsen Québec, i den östra delen av landet, 600 km norr om huvudstaden Ottawa. Lac Comencho ligger 357 meter över havet. Arean är 57 kvadratkilometer. Den sträcker sig 18,6 kilometer i nord-sydlig riktning, och 14,7 kilometer i öst-västlig riktning.
Trakten runt Lac Comencho är nära nog obefolkad, med mindre än två invånare per kvadratkilometer.